# Президент Барбадоса
Президент Барбадоса — должность главы государства в Барбадосе, введённая в связи с переходом страны к республиканской форме правления. Избирается парламентом Барбадоса и играет церемониальную роль. В полномочия президента входит подписание различных законов, утверждение государственных чиновников на высшие посты и прочие действия государственной важности.
Должность появилась после решения парламента Барбадоса преобразовать страну в республику.

## Президенты Барбадоса
| № | Портрет | Имя                                                             | Начало полномочий | Окончание полномочий                | Партия      | Выборы |
| - | ------- | --------------------------------------------------------------- | ----------------- | ----------------------------------- | ----------- | ------ |
| 1 |         | Дама Сандра Прунелла Мейсон (1949—) англ. Sandra Prunella Mason | 30 ноября 2021    | действующая(до 30 ноября 2025 года) | независимая | [ 4 ]  |